# Борут Урх
Борут Урх (словен. Borut Urh; нар. 28 липня 1974) — колишній словенський тенісист.
Найвищу одиночну позицію світового рейтингу — 281 місце досяг 5 квітня 1999, парну — 160 місце — 8 вересня 1997 року.
Здобув 2 парні титули.
Завершив кар'єру 2000 року.

## Фінали челленджерів

### Парний розряд (2 перемоги)
| Ранг | Дата | Турнір                | Покриття | Партнер     | Суперники                    | Рахунок   |
| 1.   | 1997 | Пльзень, Чехія        | Ґрунт    | Петр Пала   | Радек Штепанек Радомир Вашек | 2–4, RET. |
| 2.   | 1998 | Nettingsdorf, Австрія | Ґрунт    | Томаш Крупа | Томаш Цибулець Леош Фридль   | 6–1, 6–4  |